# Zygophyllum xanthoxylon
Zygophyllum xanthoxylon là một loài thực vật có hoa trong họ Zygophyllaceae. Loài này được (Bunge) Maxim. miêu tả khoa học đầu tiên năm 1889.